# Erinnyis ello
Espèce
Erinnyis ello est une espèce d'insectes lépidoptères de la famille des Sphingidae, de la sous-famille des Macroglossinae, de la tribu des Dilophonotini, de la sous-tribu des Dilophonotina et du genre Erinnyis. C'est l'espèce type pour le genre.

## Historique et dénomination
- L'espèce Erinnyis ello a été décrite par le naturaliste suédois Carl von Linné en 1758[1], sous le nom initial de Sphinx ello.

### Synonymie
- Sphinx ello (Linné) Protonyme
- Anceryx ello Walker, 1856 [2]
- Dilophonota ello Godman & Salvin, 1881[3]
- Erinnyis cinifera Zikán, 1934
- Erinnyis ello omorfia (Mooser, 1942)

## Description

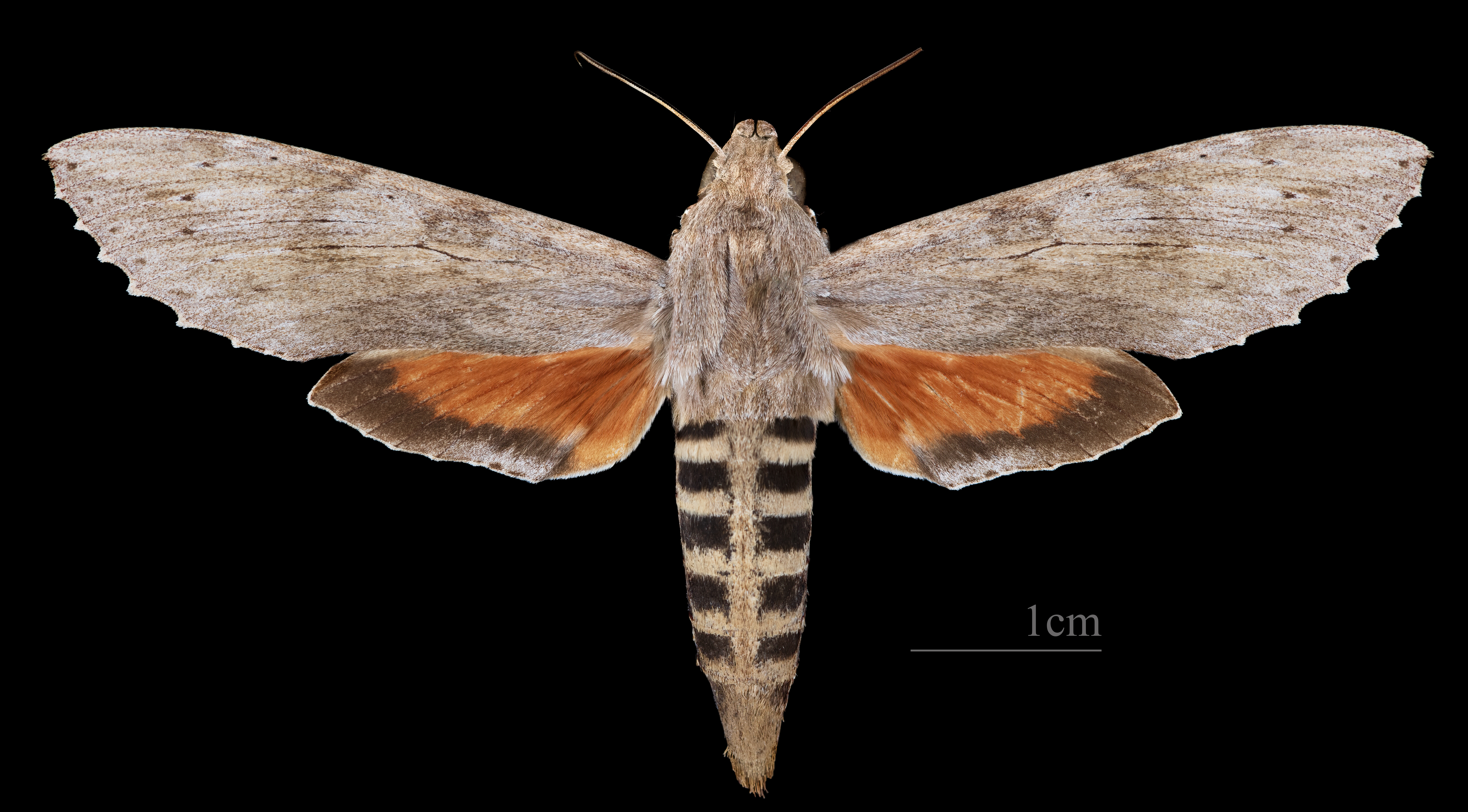
Erinnyis ello ♀ 	MHNT
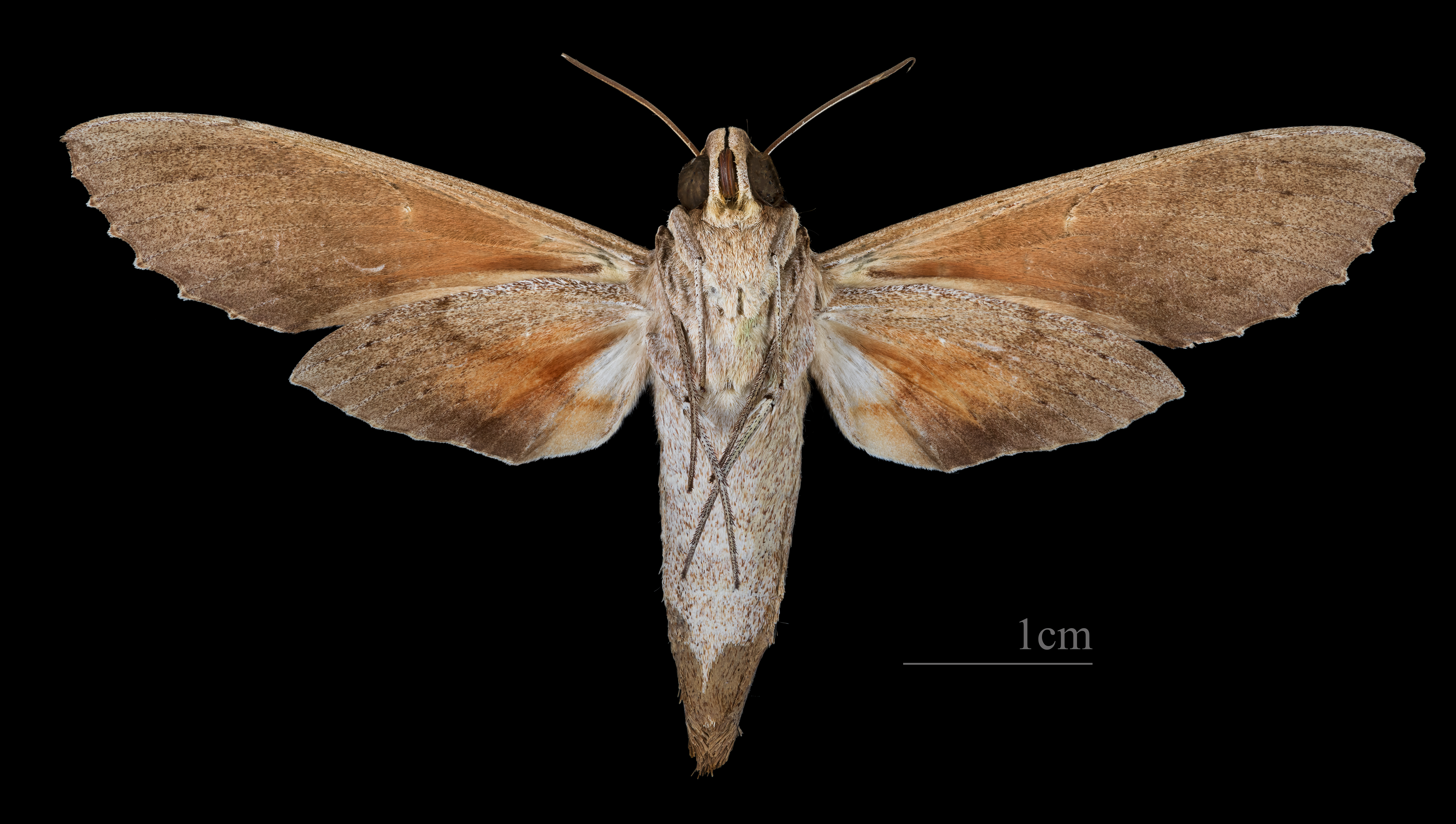
Erinnyis ello ♀ △MHNT

## Taxinomie
Liste des sous-espèces
- Erinnyis ello ello (Linné, 1758)
- Erinnyis ello cantada Kernbach, 1962 [4]

Erinnyis ello encantada ♂
Erinnyis ello encantada ♂ △
'Erinnyis ello encantada ♀
'Erinnyis ello encantada ♀△

## Biologie
Les larves se développent sur les Euphorbiaceae, notamment Euphorbia pulcherrima.

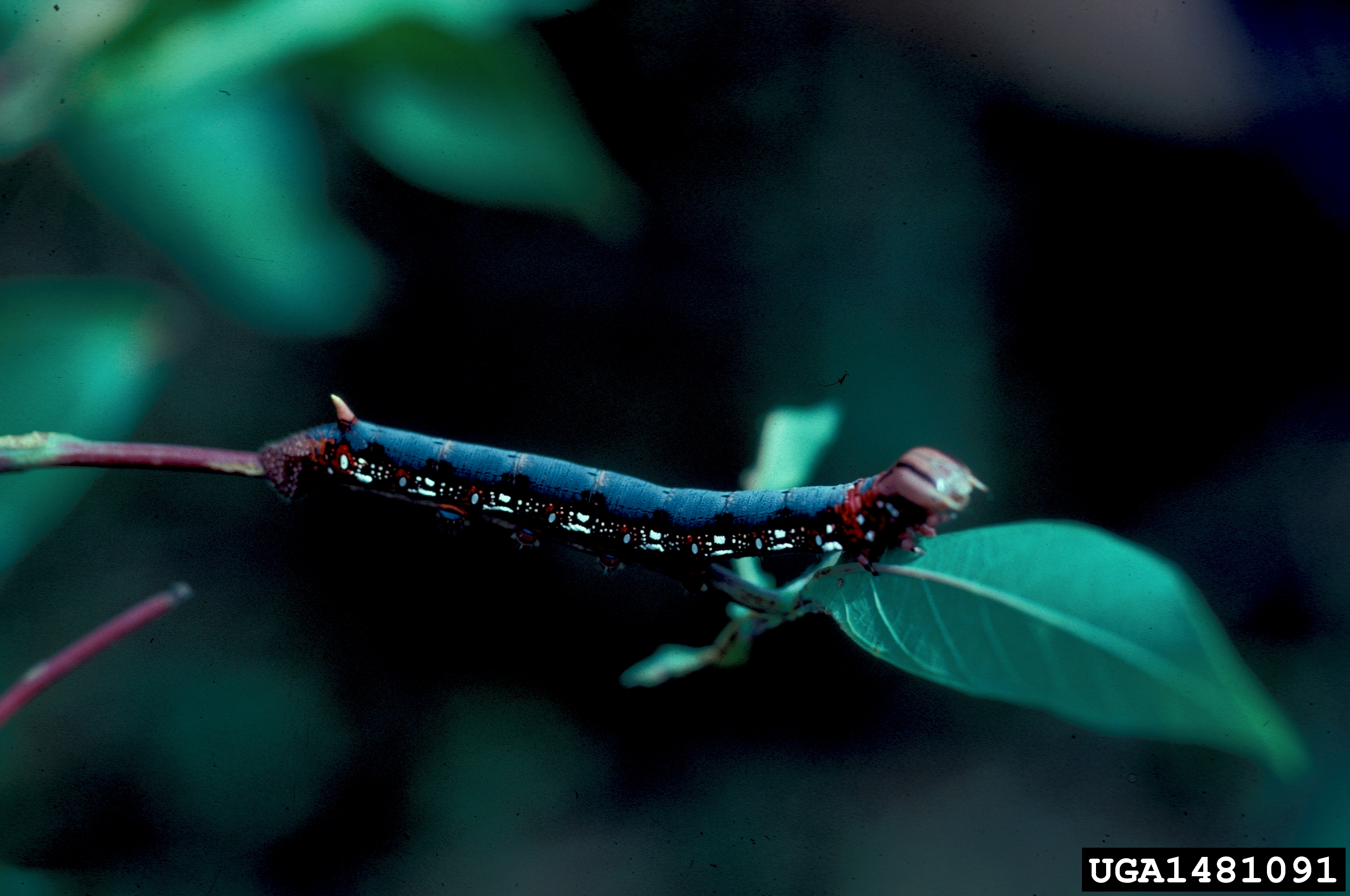
La chenille sur Manihot esculenta